# سيدني تشاندلر
سيدني تشاندلر (بالإنجليزية: Sydney Chandler)‏ (13 فبراير 1996) هي ممثلة أمريكية، وُلدت في أوستن، تكساس.

## وصلات خارجية
- سيدني تشاندلر على موقع IMDb (الإنجليزية)
- سيدني تشاندلر على موقع ألو سيني (الفرنسية)
- سيدني تشاندلر على موقع قاعدة بيانات الفيلم (الإنجليزية)